# مارس 3

كان المسبار مارس 3 (بالإنجليزية:  Mars 3)‏، و(بالروسية: Марс-3) أحد المسابير في برنامج مارس (أي برنامج المريخ) للاتحاد السوفييتي في بداية الأعوام السبعينية من القرن الماضي.
وتتكون مركبتي الفضاء غير المأهولتين من مركبتين متماثلتين، ويتكون كل منها من قمر صناعي وملحق به مسبار للهبوط على سطح المريخ. وهما أول مسباران يرسلهما الإنسان للنزول على كوكب المريخ. وقد أطلق كل منها بواسطة صاروخ من نوع بروتون كي الضخم وكان ذو مرحلة عليا من نوع بلوك ب Block D.

## يوم الإقلاع
- مارس 3 : 28 مايو 1971 الساعة 15:26:30 (توقيت عالمي منسق)
- الوزن الكلي بما فيه الوقود: 4650 كيلوجرام
- وزن القمر الصناعي: 3440 كيلوجرام
- مسبار الهبوط: 1210 كيلوجرام
- المقاييس: الطول 1و4 متر، عرض 2 متر (العرض بما فيه الألواح الشمسية 9و5 متر)

## القمر الصناعي
فقدت مركبة الفضاء جزء من الوقود مما أدي إلى عدم وصول القمر الصناعي إلى المدار المخطط له على بعد 25 كيلومتر من المريخ. ولكن المحرك الصاروخي استطاع توصيل القمر الصناعي إلى مدار يدور فيه ويتم دورته في 12 يوم و19 ساعة حول المريخ.
وكان الغرض من القمر الصناعي تصوير سطح المريخ والسحب التي قدلاتكون عليه. وتعيين درجة حرارة المريخ ودراسة تضاريسه، وتكوين وخواص السطح، وكذلك إجراء قياسات على جو المريخ وقياس الرياح الشمسية وقياس المجال المغناطيسي للمريخ. كذلك أن يكون القمر الصناعي همزة الوصل في الاتصال بين المسبار الذي سيهبط على سطح المريخ والأرض.
وقد قام المسبار مارس 3 بإرسال كمية هائلة من المعلومات إلى الأرض بين ديسمبر 1971 ومارس 1972 . وفوق ذلك فقد استمر الإرسال حتي أغسطس. وبتاريخ 22 أغسطس 1972 أذاع الاتحاد السوفييتي أن مارس 2 أنهى بعثته وأتم 362 دورة حول المريخ.
وقد أرسل القمر الصناعي والمسبار 60 صورة. وبيّنت الصور جبالا عالية بارتفاع 22 كيلومتر، كما سجلا وجود الهيدروجين أحادي الذرة والأكسجين في الأجواء العليا. وتحتلف درجة الحرارة على المريخ بين -110 درجة مئوية و+13 ° مئوية. والضغط نحو6 ملليبار (أو 60 كيلوباسكال). وأما بخار الماء على المريخ فيبلغ 1/5000 من نسبته على الأرض. ووجدت أعاصير تحمل الغبار إلى ارتفاع 7 كيلومتر في الجو. كذلك أتاحت القياسات إمكانية معرفة الجاذبية والمجال المغناطيسي للمريخ.

## المسبار
كان مارس 3 مكونا من كبسولة بقطر 2و1 متر للهبوط على المريخ مزودا بعازل حراري على هيئة قمع يبلغ قطره 9و2 متر، بالإضافة إلى نظام مظلات ومحرك صاروخي عكسي يعمل على تهدئة سرعة الهبوط.
وتزن وحدة الهبوط 1210 كيلوجرام، يشغل منها المسبار 358 كيلوجرام. ويحتوي نظام التحكم على محرك صغير يعمل بالنيتروجين المضغوط لضبط الارتفاع، بالإضافة إلى 4 محركات تعمل بالبارود ومثبتة على الأحرف الخارجية للعازل القمعي وهي تمنع المسبار من التأرجح والدوران أثناء الهبوط.
واحتوي المسبار على أربعة من البتولات مثلثة الشكل، تنفتح بعد الهبوط وتكوّن قاعدة للمسبار على أرضية المريخ وتسمح لكشف أجهزة القياس.
وكان المسبار مزودا بعدد 2 كاميرات تستطيع التصوير بزاوية 360 درجة - أي دائريا - وكذلك بمقياس لكتل العناصر بغرض تعيين التركيب الغازي لجو المريخ. كما احتوي المسبار على مقاييس للدرجة الحرارة والضغط والريح وأجهزة احرى لدراسة التربة والصخور والبحث عن علامات وجود مواد عضوية.
وطان للمسبار أربعة هوائيات على قمته للاتصال اللاسلكي بالقمر الصناعي الذي يدور في فلك فوق المريخ وأجهزة استقبال وإرسال. وكانت بطاريات تقوم بتزويد المسبار بالتيار الكهربائي. وضبطت درجة الحرارة داخل المسبار بواسطة عوازل للحرارة وجهاز تكييف.
انفصل المسبار عن القمر الصناعي بالقرب من المريخ يوم 2 ديسمبر 1971 وذلك 4 ساعات ونصف ساعة قبل الوصول. ودخل المسبار جو المريخ بسرعة كبيرة قدرها 7و5 كيلومتر/ثانية. وبفعل الكبح بالاحتكاك الجوي وانفتاح المظلات ثم وتشغيل صاروخ الكبح حط المسبار هادئا على سطح المريخ عند خط عرض جنوبي 45° وخط طول غربي 158° .
ولكن بعد 5و14 ثانية توقف إرسال المسبار لسبب غير معروف.

## المركبة الفضائية
احتوي مارس 3 على مركبة فضائية صغيرة يبلغ وزنها 5و4 كيلوجرام وتسمي مارس روفر Mars rover والتي قد يمكنها الحركة على سطح المريخ وهي متصله بمسبار الهبوط بكبل طوله 15 متر. وكانت المركبة تحمل جهازا لقياس عمق الرمال وجهازا لقياس كمية الإشعاع.
وكان من المفروض أن ذراعا آليا يقوم بحمل المركبة من على المسبار ويضعه على سطح المريخ بحيث يتحرك في المساحة أمام الكاميرا التلفزيونية وأن يتوقف كل 5و1 متر لأخذ القياسات.
وبسبب العطل الذي أصاب المسبار فلم تقم المركبة الصغيرة بالعمل المخطط لها.

## وصلة خارجية
صورة لمركبة المريخ